# سلس بول ليلي
سلس البول الليلي (بالإنجليزية: Nocturnal enuresis)‏ أو تبول ليلي أو التبول في الفراش هي متلازمة تبول لا ارادي حيث لا ينجح الإنسان في السيطرة على فتحات المثانة المسؤولة عن إخراج البول، ويتبول على ملابسه وفراشه خلال النوم. التبول اللاإرادي يعتبر حالة مرضية في الطب وهو أكثر شيوعاً بين الأطفال.

## وصف الحالة
حالة التبول الليلي شائعة بين الأطفال الصغار وهي تقل كلما كبروا وتقدموا في السن وحتى سن ثلاث سنوات تعتبر الحالة طبيعية وبحسب الأحصائات الطبية 30% من الأطفال يتبولون على أنفسهم خلال الليل في سن 4 سنوات و10% في سن 6 سنوات و3% في سن12 و1% في سن 18 وعلى الرغم من ذلك يعتقد باحثين آخرين أن الإحصائيات أكثر من ذلك بسبب ما يعتري الحديث عن هذا الموضوع من خجل ومن الملاحظ أن معظم البنات يستطعن السيطرة على الإخراج في سن 6 سنوات بينما الأولاد حتى سن 7 والإحصاءات تظهر أن الحالة هي أكثر بحوالي الضعف عند الذكور منها عند الإناث أما عند البالغين فتبلغ من 0.5% إلى 02.3%.
فضلا عن التعب والجهد الذي يسببه التبول الليلي من تغيير ملابس وفراش .
يسبب التبول الليلي للمريض حالة من الخجل والخوف وضيق من الأهل والتردد في المبيت عند الآخرين وضيق وتبرم الوالدين وهي أمور تضعف ثقة المريض بنفسه.
حالة التبول اللاإرادي لها أسباب متعددة منها، تأخر تطور العضلات والأعصاب المسؤولة عن ضبط عملية التبول الموجودة أسفل المسالك البولية ،أو عدم سيطرة المخ بشكل كافي على أعصاب المجاري البولية، وقد تكون الاسباب وراثية، أو نفسية، أو أسباب طبية مثل تلوث المجاري البولية أو مرض السكر..

## الأسباب
قد يكون السبب نفسي أو فيسولوجي :
- الأسباب النفسية: وهي كثيرة، مثل ولادة أخ جديد وما يرافقه من غيرة ومحاولة تقليد الطفل الجديد لتنبيه الأهل للرعاية به. حادث وفاة في العائلة الدخول إلى المدرسة الخوف من المدرسة سوء معاملة الطفل من قبل الوالدين، احيانا لا يكون هناك سببا واضحا وأحيانا تكون الحالة وراثية أو عائلية ويلاحظ أن الأطفال المصابين بسلس البول ينامون نوما عميقا جدا، مما يجعل الشعور بالرغبة للتبول

صعبا خلال النوم. هناك نوعان من سلس البول عند الأطفال الأول يسمى سلس بدئي أي أن الطفل مصاب بالسلس منذ ولادته وهو الشكل الأكثر انتشارا وعادة لا نجد هنا سببا واضحا للسلس والنوع الثاني هو السلس الثانوي أي أن الطفل عاد لحالة السلس بعد أن مرت فترة أو أكثر من شفائه منها. 
معرفة سبب السلس غالبا.- اضطراب نقص الانتباه المصحوب بفرط النشاط - الضغوطات النفسية أو العائلية أو الاجتماعية قد تحفز هذه الحالة.
- الأسباب الفيسولوجية وتكمن في:

- تاريخ عائلي للحالة: يلاحظ أن الحالة قد تكون عائلية، فقد يزيد احتمال إصابة الطفل بها في حال كان أحد أقاربه قد أصيب بها أثناء طفولته.
- اضطراب نقص الانتباه المصحوب بفرط النشاط الحركي .
- صغر حجم المثانة: قد تكون حجم مثانة الطفل صغير بحيث لا تستطيع تحمل كمية البول التي ينتجها الجسم خلال الليل.
- عدم التعرف على أعراض امتلاء المثانة: يتحكم في هذه العملية أعصاب معينة ترسل رسائل للدماغ عند امتلاء المثانة لتدفع الشخص إلى الذهاب إلى المرحاض، لذا فقد تكون المشكلة في بطء نضوج هذه الأعصاب.
- اختلالات هرمونية: قد تكون المشكلة ناتجة عن نقص في افراز الهرمون المضاد للإبالة (ADH)، حيث وجدت الأبحاث الطبية أن العديد من الأطفال الذين يعانون من السلس الليلي، يعانون من نقص هذا الهرمون الذي يساعد على تركيز البول خلال ساعات النوم، مما يعني أن البول يحتوي على كميات أقل من المياه وبالتالي حجم أقل.
هذا الحجم المنخفض من المياه عادة ما يمنع الطفل من ملئ المثانة أثناء الليل (ما لم يشرب الطفل الكثير فقط قبل الذهاب إلى السرير.
- عدوى الجهاز البولي: إذ قد يسبب أعراضا مثل عدم القدرة على حبس البول أو التحكم به.
- انقطاع النفس النومي: وهو اضطراب يتسم بتوقف النفس المؤقت أثناء النوم.
- مرض السكري.
- إمساك مزمن.
- مشاكل أو اعتلالات وظيفية في أحد أعضاء الجهاز البولي أو في الأعصاب التي تغذيه.

## استشارة نفسية
الاستشارة النفسية للطفل والوالدين تتلخص في الإيضاح لهما بأن ظاهرة التبول اللاإرادي ظاهرة شائعة ومن الممكن التعامل معها دون القاء اللوم على الطفل أو الوالدين تجنبا للشعور بالذنب. الإرشاد المقترح للحالة هو توزيع مسؤولية التعامل مع الحالة على الطفل والوالدين فالطفل يجب عليه التبول قبل الذهاب للمنام وتسجيل الليالي التي يتبول فيها على نفسه كما يجب عليه تغيير ملابسه وتنظيف فراشه، أما الوالدين فيجب عليهم عدم القاء اللوم على الطفل أو محاولة عقابه وبدلا من ذلك تشجيعه ومكافئته على الليالي التي لا يتبول فيها على نفسه خصوصا إذا كان الطفل يتبول على نفسه لأسباب نفسية.

## معالجة سلس البول
علاج حالة سلس البول تكون بعلاج اسباب كل حالة على حدة، وتنقسم مرحلة العلاج الي قسمين رئيسيين علاج بالعقاقير (الأدوية) وعلاج نفسي والذي يتفرع الي علاج بالتحفيز والعلاج السلوكي .
1- عمليات التدريب المثانة: لتوسيع المثانة باعطاءالأطفال كميات كبيرة من المياه ومحاولة لإطالة الفترات بين التبول. هذه المناورات تهدف إلى زيادة قدرة المثانة فقط بل هي ناجحة في حل مشكلة التبول في الفراش في عدد قليل من المرضى.وان محاولة الطلب من الطفل الانتظار قليلا والقيام بالعد من واحد حتى عشرة أو ان يقوم بغناء أغنية قصيرة ومع مرور الوقت يجب ان يطيل الطفل فترة الانتظار امام باب الحمام تدرجيا فيصبح العد من واحد وحتى خمسة وعشرون وهكذا.
تدريبات المثانة على أساس النظرية القائلة بأن سعة المثانة صغيرة، وإجبار الأطفال على شرب كمية كبيرة 
3-معالجة الإمساك: الإمساك يؤدي إلى نقص حجم البول المتجمع في المثانة وأزدياد رغبة الطفل بالتبول المتكرر ويمكن تجنب الإمساك.
4-العلاج بالنظام الغذائي: بإعطاء الطفل الكثير من الطعام المؤلف من الألياف مثل خبز الطحين الأسمر والنخالة والبازلاء.
5- التحفيز :اعطاءالطفل مكافأة بسيطة مثل قطعة نقود في كل مرة يستيقظ فيها دون أن يبلل فراشه أو عندما يستيقظ وحده ليلا. كما يجب الامتناع دوما عن معاقبة الطفل على عملية السلس لأن التوبيخ أوالعقاب الجسدي ستؤدي إلى سوء الحالة أكثر فأكثر وسوء علاقة الطفل بوالديه ويجب عدم
إظهار الانزعاج من السلس امام الطفل وإنما نصحه وإعادة تشجيعه.
6-توصيات للأهل :ترك غرفة الطفل مضاءة بضوء خافت ليلاً وخاصة للأطفال الذين يخشون الظلمة.ترك الطفل يتناول كمية مقبولة من السوائل خلال النهار ولكن يجب الامتناع عن تناول السوائل خاصة الشاي والقهوة والكولا منذ المساء لأن مثل هذه السوائل تزيد من حجم البول وتهيج المثانة.إذا كان الحمام بعيدا عن مكان نوم الطفل يفضل في هذه الحالة وضع نونية بجانب سرير الطفل والطلب من الطفل أن يبول فيها عندما يستيقظ ليلا لأن أكثر الأطفال يخافون مغادرة غرفهم ليلا .ايقاظ الطفل ليلا من أجل الذهاب إلى التواليت ويجب الإستمرار بهذه العملية لعدة أشهر حتى يستفيد الطفل وأفضل وقت لإيقاظ الطفل هو منتصف الليل.
6-العلاج بالأدوية: من هذه الأدوية هو التوفرانيل والمنيرين .

## طرق الوقاية
يعاني واحد من خمسة أطفال بعمر 4 سنوات ونصف من مشكلة التبول في الفراش من حين لآخر. وبالرغم من أن معظم هؤلاء الأطفال سيكبرون وينسون هذه المرحلة إلا أن بعض الأطفال بحاجة إلى القليل من المساعدة.
لا يوجد هناك ما يسبب الخجل من التبول اللاإرادي في السرير ويجب أن لا يتعرض الطفل للعقاب بسبب ذلك. فقد يكون هناك عدد من العوامل المرضية التي تؤدي إلى هذه المشكلة ومنها، مشاكل بالمثانة أو النوم العميق.
وبدلا من العقاب هناك بعض الأشياء التي يمكن أن تقوم بها لمساعدة طفلك على تجاوز هذه المرحلة.
- أعطِ طفلك الكثير من المشروبات أثناء اليوم، ستة إلى سبعة أكواب من الماء في اليوم سوف تشجع [المثانة] على عمل بشكل جيد خلال النهار.
- تجنب إعطاء الطفل مشروبات فوارة وغنية في الليل، المشروبات الغازية والغنية بالكافيين قبل موعد النوم ستسبب امتلاء المثانة بالسائل في الليل.
- قلل من المشروبات قبل موعد النوم، حاول أن لا تعط الطفل مشروبات قبل موعد النوم بفترة قصيرة على الأقل يجب أن يذهب الطفل إلى الحمام مرتان قبل الذهاب إلى النوم أي ساعتان قبل النوم.
- تأكد من أن الطفل دخل إلى الحمام قبل موعد النوم وبأن مثانته فارغة تماما.
- تحدث مع طفلك حول ضرورة الاستيقاظ والذهاب إلى الحمام إذا شعر بأنه يرغب في التبول. ضع إضاءة خافتة في غرفة نومه حتى لا يشعر بالخوف، واترك ضوء الحمام. تأكد من عدم وجود ما يضايقه على الأرض وتأكد من أن ملابس النوم مريحة ولا تحتاج إلى الكثير من العمل لفكها.
- قم بإيقاظ الطفل بعد ساعة للذهاب إلى الحمام، إذا كنت في المرحلة الأولى من تدريب الطفل فيجب أن تساعده قليلا عن طريق إيقاظه من النوم للذهاب إلى الحمام، يمكنك مثلا إيقاظه قبل الوقت الذي قام بالتبول به في المرة الماضية.
- تأكد من أن الطفل مستيقظ ويعي بأنه ذهب إلى الحمام، وإلا فسوف يتبول على نفسه لأنه يعتقد بأنه يحلم.
- لا تقم بتخويف الطفل، ويستحسن ان تقدم له جائزة وحافز للاستيقاظ في الليل والذهاب إلى الحمام وحده.

## وصلات خارجية
- http://www.altibbi.com/definition/%D8%B3%D9%84%D8%B3_%D8%A7%D9%84%D8%A8%D9%88%D9%84_%D8%A7%D9%84%D9%84%D9%8A%D9%84%D9%8A
- http://www.childclinic.net/pain/enuresis.html
- http://ejabat.google.com/ejabat/thread?tid=35d6c1f855074c9a
- http://mhabos.com/urologist/61.html